# Cừu đuôi ngắn Bắc Âu
Cừu đuôi ngắn Bắc Âu (Northern European short-tailed sheep) là một nhóm các giống cừu và các giống landraces phân bố từ quần đảo Anh (bao gồm cả eo biển Anh), bán đảo Scandinavia, Greenland và các khu vực xung quanh Baltic. Chúng được cho là có nguồn gốc từ những con cừu đầu tiên được đưa đến châu Âu bởi nông dân đến định cư ở đây từ sớm. Chúng là những con cừu khỏe mạnh, thích nghi với môi trường khắc nghiệt, nhưng chúng có tầm vóc còn nhỏ và đã được thay thế trong hầu hết bởi các loại sau này có tầm vóc lớn hơn là cừu đuôi dài.

## Đặc điểm
Những con cừu thường nhỏ và có đặc tính ngắn đuôi, rộng ở cấu trúc và giảm dần đến một mẹo phủ lông, đuôi thường có 13 đốt sống so với hơn 20 đối ở những con chiên khác; trong hầu hết các loại các đốt sống đuôi cũng ngắn hơn so với những con cừu đuôi dài, khuôn mặt và đôi chân của chúng là trụi lông. Những chiếc sừng khác nhau giữa các giống và thường có thể bị khuyết sừng ở cả hai giới, chỉ có sừng trong con đực hay khuyết rừng ở cả hai giới. Một số loại (như cừu Manx Loaghtan và Cừu Hebrides) có thể có nhiều hơn một cặp sừng.
Chúng có thể là màu thô (thường màu trắng, đen hoặc moorit - màu nâu đỏ) đánh dấu hoặc hoa văn, và màu trắng cũng có thể xảy ra qua cách tô màu khác. Một số (như cừu Shetland và cừu Iceland) bao gồm một phạm vi rất rộng các màu sắc và hoa văn. Một số loại thay lông tự nhiên trong mùa xuân, cho phép lông cừu của chúng tự rụng hơn là cạo.
Chúng thường sinh đôi, có một số như cừu Phần Lan (Finnsheep), cừu Romanov và cừu Iceland) thường sinh ra lứa của ba, bốn hoặc thậm chí nhiều hơn những con chiên. Chăn nuôi là thường theo mùa, với những con chiên được sinh ra vào mùa xuân hoặc đầu mùa hè. Hầu hết các loại là rất khỏe mạnh và nhanh nhẹn, được cải biến để chăn thả vật thô ở vùng khí hậu ẩm ướt và mát mẻ, và chúng thường đam mê gặm cỏ. Cừu Bắc Ronaldsay được thích nghi để sống chủ yếu trên thức ăn rong biển.

## Lịch sử
Con cừu đầu tiên được đưa đến châu Âu do nông dân đầu được cho là đã bị cừu đuôi ngắn. Ban đầu, trong thời kỳ đồ đá, những con cừu đều nhỏ, đôi tráng, thay lông tự nhiên, cừu màu nâu, trong đó cừu Soay được cho là một đang bị diệt vong. Bằng đại đồ sắt, những đã bị thay thế trên toàn miền Bắc và miền tây châu Âu bằng cừu lớn hơn, vẫn có đuôi ngắn, nhưng với một lông cừu của kết cấu đồng bộ hơn, nhưng biến màu.
Cừu mang đến sau từ Nam Âu được đuôi dài, chủ yếu là màu trắng và lớn hơn nhiều. Những di dời các cừu đuôi ngắn ở hầu hết các khu vực, vào đầu thế kỷ 19, cừu đuôi ngắn vẫn chỉ ở các vùng xa xôi ở miền tây và phía bắc, bao gồm Scandinavia, vùng xung quanh biển Baltic, Ireland, Cornwall, Cao nguyên miền Tây, Scotland, và các đảo khác nhau. Cừu đuôi dài sau đó lan sang hầu hết các khu vực, vào thế kỷ 20 cừu đuôi ngắn đầu đã bị giới hạn đến đảo xa xôi và núi. Từ giữa thế kỷ 19 (và đặc biệt là sau khi vào giữa thế kỷ 20), một số các giống đuôi ngắn còn sống sót được công nhận là xứng đáng bảo tồn cho sự tham quan, vì lý do văn hóa, như vật trang trí, hoặc để bảo tồn sự đa dạng di truyền. Khoảng 30 giống hay các giống những con cừu tại tồn tại.

## Các giống
- Cừu Åland từ đảo Åland, một phần của Thụy Điển, từ Gotland. Chúng cực hiếm
- Cừu Boreray hay cừu St Kilda của Scotland, chúng là tổ tiên của cừu Hebrides và cừu mặt đen Scotland (Scottish Blackface).
- Cừu lấy sữa Moorit (Castlemilk Moorit) từ vùng Castlemilk gần Glasgow Scotland. Có quan hệ với cừu Manx Loaghtan, cừu Shetland và cừu Mouflon.
- Cừu Cladagh từ Ireland nay đã tuyệt chủng, cá thể còn sót lại ở đảo Aran
- Cừu lông Dala (Dala Fur) từ Thụy Điển, rất hiếm
- Cừu Ruhnu (Estonian Ruhnu) từ đảo Estonian của Ruhnu.
- Cừu Faroe – Từ đảo Faroe ("Cừu đảo").
- Cừu Phần Lan (Finnsheep), đến từ Phần Lan, nay đã du nhập vào Bắc Mỹ.
- Cừu Gotland từ quần đảo Gotland, một hòn đảo của Thụy Sĩ ở vùng Baltic.
- Cừu Greenland xuất xứ từ Greenland.
- Cừu Gute xuất xứ từ Gotland một vùng của Thụy Điển
- Cừu Hebrides hay cừu Hebridean hay "St Kilda" từ vùng Tô Cách Lan
- Cừu Heidschnucke gồm ba nhóm ở Bắc Đức gồm:
- German Grey Heath – Xám, có sừng
- Cừu Moorschnucke (White Polled Heath) – Trắng, khuyết sừng.
- White Horned Heath – Trắng, có sừng.
- Cừu Iceland – xuất xứ từ Iceland.
- Cừu Leader
- Cừu Lítla Dímun một nhóm cừu hoang ở đảo Lítla Dímun thuộc quần đảo Faroe, tương tự như cừu Soay
- Cừu Kerry xuất xứ từ Ireland,
- Cừu Manx Loaghtan – từ quần đảo Man (Isle of Man).
- Cừu Ronaldsay từ vùng Bắc Ronaldsay của Scotland.
- Cừu Wrzosówka (Polish Heath) từ phía Đông Ba Lan
- Cừu Na Uy (Old Norwegian) từ Na Uy
- Cừu Ouessant, Ushant, Breton Dwarf từ vùng đảo Ouessant của Brittany.
- Cừu Romanov từ thung lũng sông Volga bắc Moscow ở Nga
- Cừu Roslag – Từ Roslagen, Thụy Điển,
- Cừu Viena Nga từ vùng phía Tây của nước Nga
- Cừu mặt đen Scotland (Scottish Dunface)
- Cừu Shetland từ vùng Shetland
- Cừu Skudde từ Phổ và các nước Baltic
- Cừu Spaelsau từ Na Uy.
- Cừu Soay từ đảo Soay ở dãy St Kilda
- Cừu Landrace Thụy Điển (Swedish Landrace) xuất xứ từ Thụy Điển kể cả cừu Gute, cừu lông Dala, cừu Värmland và cừu Roslag.
- Cừu len Thụy Điển (Svenskt finullfår) từ Thụy Điển
- Cừu Värmland hay còn gọi là cừu rừng Thụy Điển từ vùng Värmland ở Thụy Điển